# Diogo de Silves
Diogo de Silves (15. století) byl portugalský mořeplavec. V roce 1427 jako první Evropan objevil souostroví Azorské ostrovy v severním Atlantiku. Je znám pouze z odkazu na mapě, kterou nakreslil katalánský kartograf Gabriel de Vallseca z Mallorky z roku 1439.